# جوآن گر
جوآن گر (انگلیسی: Joanne Gair؛ زادهٔ ۱۹۵۸) چهره‌پرداز و نقاش بدن اهل نیوزیلند است. از آثار مشهورش می‌توان لباس تولد دمی و مدل پنهان را نام برد.